# Apomys lubangensis
{{#ifeq:0|0|{{#if:|{{#if:Apomyslubangensis|[[]}}|}}}}
Apomys lubangensis — ендемічна лісова миша на острові Лубанг на Філіппінах. В першу чергу вид було задокументовано в змішаних низинних лісах другого росту та на ділянках натуральних господарств на нижчих висотах. Обстежені території характеризуються кількома дорослими деревами на крутій місцевості, з неглибоким кам’янистим ґрунтом у поєднанні з відслоненнями вапняку на вершинах хребтів. На високих висотах (300 м і 425 м) зустрічається в порушених, але добре розвинених, відновлюваних лісах з пологом 20-25 м, розрідженим рослинним покривом, а також рясним листовим опадом. Здатність A. lubangensis зберігатися у відновлюваних лісах, а також у зрілих лісах означає здатність переносити помірний або великий рівень як природних, так і антропогенних порушень лісу